# Samana (Punyab)
Samana es una ciudad de la India en el distrito de Patiala, Estado de Panyab.

## Geografía
Se encuentra a una altitud de 247 m s. n. m. a 105 km de la capital estatal, Chandigarh, en la zona horaria UTC +5:30.

## Demografía
Según estimación 2010 contaba con una población de 55 949 habitantes.